# Kvinnheringen
Kvinnheringen är en tidning som ges ut i Kvinnherad kommun i Hordaland fylke i Norge. Tidningen skrivs på nynorska och kommer ut på måndagar, onsdagar och fredagar. Huvudkontoret ligger i Husnes och tidningen har även mindre kontor i Sæbøvik på Halsnøy och i Rosendal.
Första numret av Kvinnheringen gavs ut 3 januari 1973. Ansvarig utgivare var Kristian Hus och redaktör var Torfinn Myklebust. 1 september 1998 tog A-pressen över tidningen. A-pressen är den näst största mediekoncernen i Norge.
Tidningen Grenda som ges ut i Rosendal och är en konkurrent till Kvinnheringen. 

## Upplaga
Hur stor den dagliga utgåvan var.
| År   | Upplaga |
| 2000 | 4806    |
| 2001 | 4539    |
| 2002 | 4478    |
| 2003 | 4533    |
| 2004 | 4605    |
| 2005 | 4545    |
| 2006 | 4542    |
| 2007 | 4595    |
| 2008 | 4571    |
| 2009 | 4502    |
| 2010 | 4458    |
| ---- | ------- |